# تيتو فاسكيز
تيتو فاسكيز (بالإسبانية: Tito Vázquez)‏ هو لاعب كرة مضرب إسباني وأرجنتيني، ولد في 1949 في ثيلانوفا في إسبانيا.

## وصلات خارجية
- تيتو فاسكيز على موقع رابطة محترفي التنس (الإنجليزية)
- تيتو فاسكيز على موقع الاتحاد الدولي لكرة المضرب (الإنجليزية)
- تيتو فاسكيز على موقع كأس ديفيز (الإنجليزية)